# Prima J
Prima J foi um duo musical americano formado pelas primas Jessica e Janelle Martinez. Jessica nasceu em 28 de maio e Janelle em 26 de agosto, todas em 1988. Surgiu com o nome artístico de "Prima J", sendo a letra "J" de seus primeiros nomes e a palavra do espanhol "Prima" (a mesma da língua portuguesa).
Elas foram descobertas pelo ex-gestor de talentos Bruce Johnson, que junto com seu parceiro de negócios Jorge Hernandez apresentou as meninas para Stephanie Ridel. Seu auto-intitulado álbum de estréia foi lançado em 27 de junho de 2008. Elas fizeram sua estréia em 2007 com o single "Rock Star" para a trilha sonora do filme Bratz, Bratz Motion Picture Soundtrack. O single "Rock Star" possui mais de 20 milhões de visualizações no YouTube.
Prima J também faz uma breve aparição em Bratz: O Filme, fazendo testes para o show de talentos da escola, e três das estrelas do Bratz, Logan Browning, Janel Parrish e Nathalia Ramos, aparecem no videoclipe "Rock Star".
Antes de "Rock Star", elas cantaram a música "Gotta Lotta" para o filme original Disney Channel, Jump In!, que foi lançado na trilha sonora do filme, e também estrelou vídeo da música de Baby Bash, "What Is It". Elas recentemente fizeram uma participação especial no filme direct-to-DVD Bring It On: Fight to the Finish a quinta edição da série de filmes Bring It On.
Cinco anos mais tarde, o vídeo de Corazón (You're not Alone) voltou as mídias sociais após Britney Spears homenagear a dupla, utilizando o mesmo cenário (uma piscina com plataforma circular) no clipe de Work Bitch.

## Discografia

### Álbuns de estúdio
- 2008: Prima J

### Trilhas Sonoras
- 2007: Jump In

(Soundtrack) "Música" Gotta Lotta
- 2007: Bratz The Movie

(Soundtrack) "Música" Rockstar

### Singles
| Ano  | Single                       | Posições | Posições | Álbum   |
| Ano  | Single                       | U.S.     | U.S. Pop | Álbum   |
| ---- | ---------------------------- | -------- | -------- | ------- |
| 2007 | "Rockstar"                   | —        | 93       | Prima J |
| 2008 | "Nadie (No One)              | —        | —        | Prima J |
| 2008 | "Corazón (You're Not Alone)" | 99       | —        | Prima J |

## Filmografia
- 2008: Bratz: O Filme
- 2009: Bring It On: Fight to the Finish